# تمام آنچه نور می‌پنداریم
تمام آنچه نور می‌پنداریم (انگلیسی: All We Imagine as Light) فیلمی درام محصول سال ۲۰۲۴ به نویسندگی و کارگردانی پایال کاپادیا است. از بازیگران این فیلم می‌توان به کانی کسروتی، دیویا پرابها، چهایا کدم و هریدو هارون اشاره کرد. این فیلم محصول مشترک بین‌المللی بود که شرکت‌هایی از فرانسه، هند، هلند، لوکزامبورگ و ایتالیا را در بر می‌گرفت.
تمام آنچه نور می‌پنداریم که به زبان‌های هندی، مالایایی و مراتی ساخته شده است، در هفتاد و هفتمین جشنواره فیلم کن در ۲۳ مه ۲۰۲۴ به نمایش درآمد. این نخستین فیلم هند بعد از سال ۱۹۹۴ بود که در رقابت اصلی شرکت کرد و جایزه بزرگ را از آن خود کرد.
این فیلم اکران محدودی در کرالا، هند، در ۲۱ سپتامبر ۲۰۲۴ داشت، و نمایش گستردهٔ آن در ۲۹ نوامبر ۲۰۲۴ آغاز شد و نظرات مثبتی دریافت کرد. این فیلم در نظرسنجی سایت اند ساوند به‌عنوان بهترین فیلم سال ۲۰۲۴ در صدر قرار گرفت و توسط هیئت ملی بازبینی به عنوان یکی از پنج فیلم بین‌المللی برتر سال ۲۰۲۴ انتخاب شد. این فیلم در هشتاد و دومین مراسم گلدن گلوب نامزد دو جایزه بهترین فیلم خارجی‌زبان و بهترین کارگردانی برای کاپادیا شد.